# آدالبرتو پنیاراندا

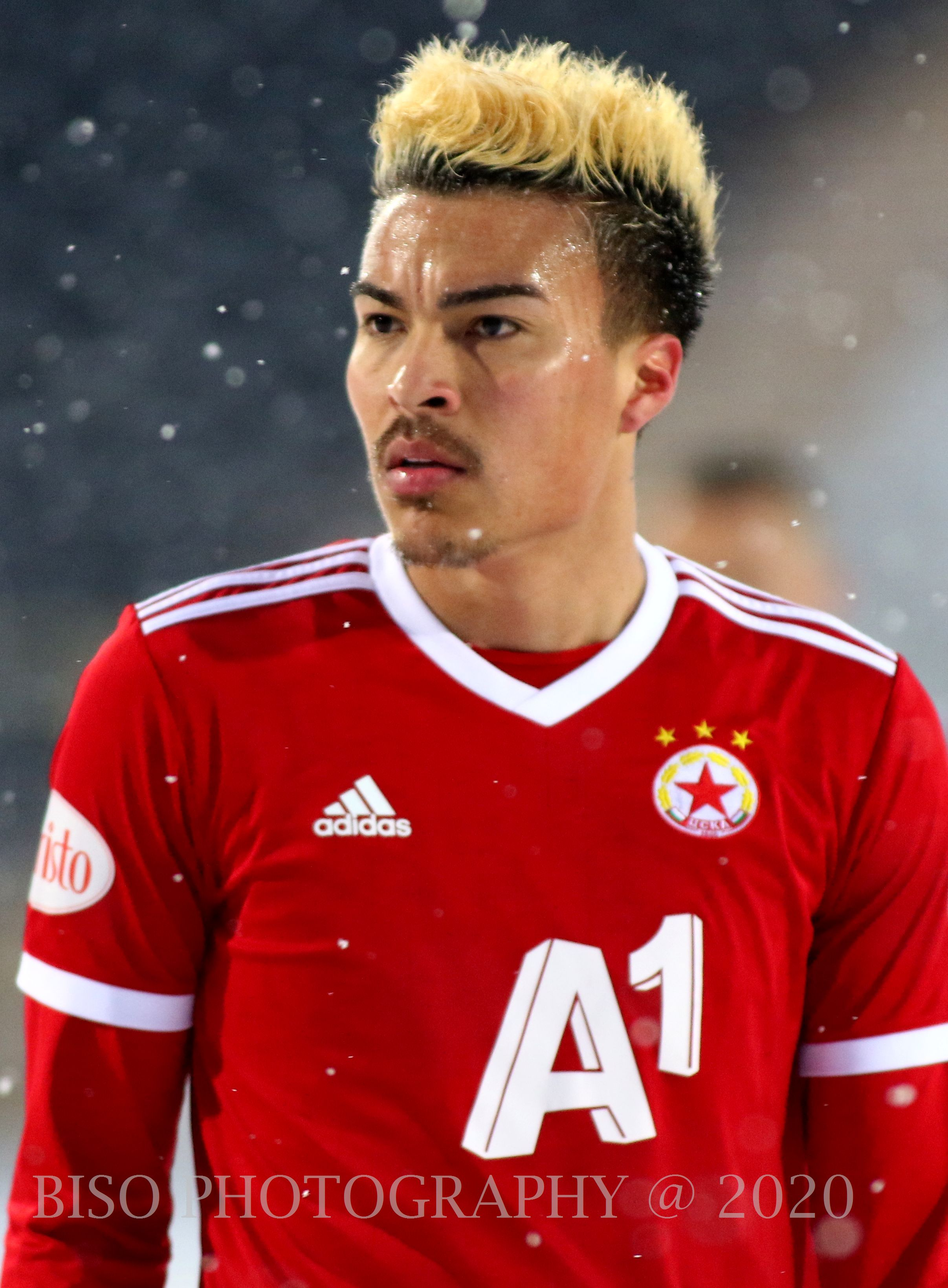
آدالبرتو پنیاراندا - ۲۰۲۱

آدالبرتو پنیاراندا (اسپانیایی: Adalberto Peñaranda‎؛ زادهٔ ۳۱ مهٔ ۱۹۹۷) یک بازیکن فوتبال اهل ونزوئلا است که در پست مهاجم به شکل قرضی از واتفورد برای اودینزه در سری آ بازی می‌کند.
وی همچنین در تیم ملی فوتبال ونزوئلا بازی کرده است.